# Das Boot (Roman)
Das Boot ist der Titel eines Romans von Lothar-Günther Buchheim, der die persönlichen Erlebnisse des Autors als Kriegsberichterstatter auf verschiedenen U-Booten literarisch verarbeitet; er beruht auf den damals von Buchheim gemachten Notizen. Insbesondere behandelt das Buch Ereignisse, die sich im Wesentlichen auf den Unternehmungen der Boote U 96 und U 309 abspielten. Das Buch erschien 1973 im Verlag Piper und wurde in Millionenauflage gedruckt sowie in 18 Sprachen übersetzt. Der Roman erregte durch seine schonungslose, mitunter vulgäre Sprache und realistische, detaillierte Schilderung viel Aufmerksamkeit.

## Erzählerposition und Stilisierung
Buchheim war als Maler und Autor Kriegsberichterstatter bei der Propagandakompanie (PK) der Marine und in dieser Funktion als „Gast“ an Bord verschiedener Schiffe kommandiert. Der Roman fasst die Erlebnisse mehrerer Reisen mit verschiedenen U-Booten zusammen, wobei im Gegensatz zu den späteren Büchern Die Festung und Der Abschied alle unmittelbar an der Handlung beteiligten Namen verfremdet werden. So wird die eigentliche Hauptperson des Romans, der Kommandant, dessen Charakterisierung dem tatsächlichen damaligen Kommandanten Heinrich Lehmann-Willenbrock nachempfunden ist, als „der Alte“ oder „Herr Kaleun“ tituliert.
Weitere Offiziere, die im Roman eine Rolle spielen, bleiben, obwohl ausführlich beschrieben und charakterisiert, ebenfalls „namenlos“: Beide Wachoffiziere sowie Erster und Zweiter Ingenieur werden stets nur mit ihrer Funktion bezeichnet. Buchheim nimmt dabei sich selbst nicht aus, der Erzähler selbst wird stets mit „Herr Leutnant“ angesprochen. Seine Funktion an Bord wird im Roman nicht ausdrücklich erwähnt, aber seine Kamera lässt einen Propagandamann erkennen. Über Namen verfügen nur der Fähnrich („Ullmann“) sowie die Unteroffiziere (z. B. „Kriechbaum“) und Mannschaften. Auch das Boot selbst ist anonymisiert – es wird nur als „UA“ bezeichnet, andere Boote heißen UF, UX oder UY und sind schlicht mit Buchstaben bezeichnet, wo die Nummer oder der Name des Kommandanten über ihre Identität Aufschluss geben könnte. Die von Buchheim beschriebenen Charaktere sind im Wesentlichen mit Pseudonymen benannt und stehen für zeitgenössische Personen oder sind an solche angelehnt.

## Inhalt
Durch die Verfilmung des Stoffes und die nachfolgenden, als Fortsetzung zu begreifenden Romane Buchheims scheinen die Personen der Handlung und auch die Identität des Bootes heutzutage erschließbar. Der Text selbst behauptet allerdings an keiner Stelle – nicht einmal andeutungsweise –, dass es sich hierbei tatsächlich um U 96 auf seiner siebten Unternehmung unter dem Kommando von Heinrich Lehmann-Willenbrock handelt. Buchheim verzichtet weitestgehend auf die Nennung von Klarnamen – auch von Orten –, und eine Jahreszahl wird im gesamten Text nicht angegeben. Erst im vierten Kapitel gibt der Text durch die Benennung des Monats eine Orientierung über die Jahreszeit, in der die Handlung spielt. Buchheim selbst bezeichnete den Herbst 1941 als „die Zeit, in der sich mein Boot im Einsatz befand.“

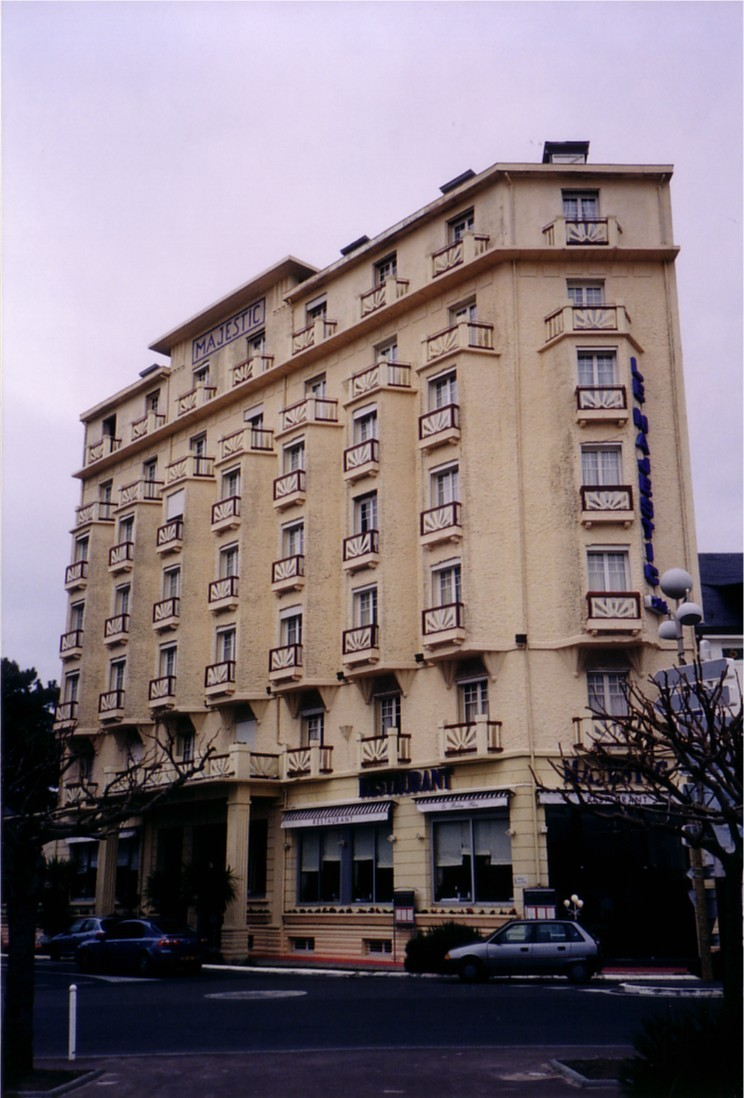
Das Hotel „Majestic“, in dem zum Teil die Feiern stattfanden

Das Buch beginnt mit der Schilderung der Feiern der U-Boot-Offiziere an Land, die vor dem Auslaufen das Leben noch einmal auskosten wollen. In einer von der Organisation Todt (OT) ausgebauten Bar an der nordfranzösischen Atlantikküste treffen sich die Offiziere der U-Bootwaffe, die das Lokal requiriert hat. Aus dem Hörensagen gibt der Erzähler die Schilderungen der Offiziere wieder, die von Meldungen, Vorträgen und Berichten gegenüber ihren Vorgesetzten handeln und wie diese die Situation des U-Boot-Krieges einschätzen.
Es wird deutlich, dass die älteren und erfahreneren Offiziere, in deren Gesellschaft sich der Ich-Erzähler befindet, die Erfolgsaussichten des U-Boot-Krieges geringer und die Gefahren von Seiten der Gegner erheblicher einschätzen, als ihre Vorgesetzten, wie der Flottillenchef, der Führer der U-Boote (FdU) oder der Befehlshaber der U-Boote (BdU), Karl Dönitz, selbst. Insbesondere mit der impliziten Anordnung des BdU, von der Rettung Schiffbrüchiger abzusehen, zeigen sich die älteren Offiziere nicht einverstanden. Der Unwille des Befehlshabers, psychisch belastete Kommandanten nicht mehr auf Unternehmungen zu senden, wird am Beispiel Engelbert Endrass’ erläutert. Der habe nicht mehr auf Feindfahrt geschickt werden dürfen. Neben den Erwähnungen des Todes der Kommandanten Prien und Schepke gibt an dieser Stelle eine der wenigen Klarnamensnennungen eine Orientierung über Zeit und Ort der Handlung: Die Erwähnung des Hotels Majestic, ein weiteres Stammlokal der U-Bootleute in der Nähe des Stützpunktes Saint-Nazaire, gibt einen weiteren Hinweis auf den Handlungsort.
Obwohl die Offiziere ihre Pflicht ohne Widerspruch erfüllen, zeigt sich unter ihnen Opposition – weniger gegen das Regime, obgleich zumindest die Führung der U-Bootwaffe kritisiert wird, sondern in erster Linie gegen die propagandistische Verklärung ihres Kampfes. Dies äußert sich in satirischen Ansprachen, groteskem Zitieren typischer propagandistischer Redewendungen und zynischen Kommentaren über das „feine Tapetenmuster“, mit dem die Bilder der Gefallenen gemeint sind. Der anwesende Flottillenchef wird von dem betrunkenen Ritterkreuzträger Trumann angegangen, dessen absichtliche Verstöße gegen die Kleiderordnung ebenfalls thematisiert werden. Als Beispiel hierfür wird die Angewohnheit der U-Bootkommandanten angeführt, auf den dunklen Überzug ihrer Kopfbedeckung zu verzichten und die Mützen weiß oder das Ritterkreuz „achtern“ zu tragen. Die beschriebene Feier nimmt im Verlaufe des Abends an Wildheit zu und steigert sich bis zu der auch aus der Verfilmung berühmten Szene eines eben ausgezeichneten Ritterkreuzträgers, der auf dem Boden des Waschraums betrunken die anfeuernden Propagandasprüche der U-Boot-Führung deklamiert.

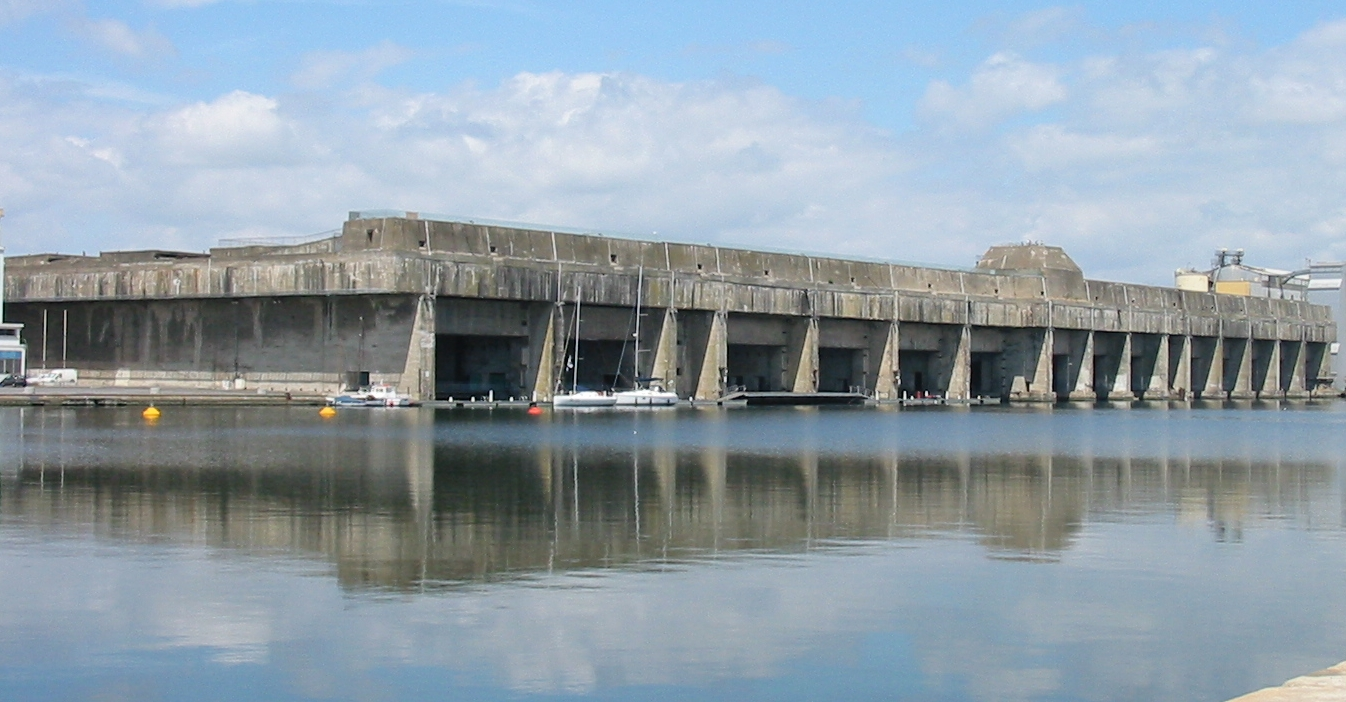
Der U-Boot-Bunker von St. Nazaire

Am nächsten Morgen fahren der Erzähler, der Kommandant, der Leitende Ingenieur und der Zweite Wachoffizier zum Liegeplatz des Bootes. Die Schäden der Luftangriffe, die mit der Nähe zum Hafen zunehmen, machen die Weiterfahrt unmöglich, so dass sie den letzten Teil der Strecke zu Fuß zurücklegen müssen. Stadt und Hafen sind zum Teil beschädigt durch die Folgen eines Bombardements, das zwei Tage vorher stattgefunden hat. Auch der deutsche U-Bootbunker – gleichzeitig eine Werft – wurde getroffen, aber nicht wesentlich beschädigt; „… sieben Meter Eisenbeton“, erwähnt der Leitende Ingenieur erklärend. Am Beispiel der dort im Trockendock liegenden Boote gibt der Autor überblicksartige Erklärungen zu den deutschen U-Boottypen, insbesondere dem Typ VII. Länge, Wasserverdrängung und sonstige Daten memoriert der Ich-Erzähler, und weitere Merkmale gehen aus dem Gespräch der Offiziere hervor. Auch an Bord von UA – dem namensgebenden Boot – setzen sich die Erläuterungen, nun insbesondere der inneren Merkmale sowie diverser technischer Instrumente, fort. Beim Auslaufen unter dem Klang von Marschmusik und dem Zuwurf von Blumensträußen verdichtet der Ich-Erzähler seine Eindrücke zu dem Bild, das Buchheim auch als Sujet der späteren Verfilmung vorschwebte, „…eine düstere Fähre auf einem öligschwarzen Styx…“.
An Bord von UA schildert Buchheim die drangvolle Enge eines VII-C-Bootes, das 50 Mann beherbergt. Er beschreibt die unterschiedlichen Typen von Seeleuten, ihre zumeist profanen Gespräche, führt technische Details an, die er in Gespräche mit den technischen Spezialisten, vor allem mit dem Leitenden Ingenieur, einkleidet und stellt eindringlich das Erleben von wochenlangem Sturm und eintöniger Gammelei dar. Er thematisiert das „Jagdfieber“ beim Angriff ebenso wie Gewissenskonflikte beim Anblick schiffbrüchiger Seeleute, die nicht gerettet werden können oder dürfen. Zuletzt herrscht nackte Angst angesichts zermürbender Stunden der Wasserbombenverfolgung durch nachsetzende Zerstörer. Nach einem erfolgreichen Angriff auf einen Geleitzug und nochmaliger Verfolgung ist das Boot stark beschädigt, die Mannschaft hofft auf Rückkehr in ihren Heimathafen. Stattdessen wird ein Einsatz im Mittelmeer befohlen, was die Besatzung zu einem Durchbruch durch die von britischen Schiffen stark bewachte Straße von Gibraltar zwingt. Das Unternehmen misslingt, das Boot wird schwer getroffen und sinkt auf Grund, hält aber dem hohen Wasserdruck stand.
Die dramatischen Stunden auf dem Meeresboden in 280 m Tiefe, in denen die Mannschaft verzweifelt die Schäden zu beheben versucht, bilden das eindringlichste Kapitel des Buches. Wider alle Wahrscheinlichkeit gelingt der Auftauchversuch, das schwer angeschlagene Boot schleppt sich in den nächsten von Deutschen besetzten Kriegshafen, nach La Rochelle, wo es bei einem Fliegerangriff versenkt wird; nur ein Teil der Mannschaft kann sich retten.

## Bezüge zu tatsächlichen Personen, Booten und Ereignissen
Buchheim bezeichnet sein Buch als „Roman, aber kein Werk der Fiktion“. Teile der Erzählung sind also der Realität entnommen. Im Folgenden werden Anlehnungen und Fakten entsprechender Inhalte des Buches gegenübergestellt.

### Personen
Der Kommandant des Bootes wird im ersten Kapitel vorgestellt. Er ist dreißig Jahre alt und mit dem Ritterkreuz ausgezeichnet. Dies deutet auf Heinrich Lehmann-Willenbrock (1911–1986) hin, der Anfang des Jahres 1941 das Ritterkreuz erhielt. Genaugenommen wäre Lehmann-Willenbrock – so er denn „der Alte“ ist – zu dem Zeitpunkt, in dem das erste Kapitel spielt, erst 29 Jahre alt, und hätte seinen Geburtstag (11. Dezember) auf der beschriebenen Unternehmung begangen.
Anspielungen auf andere U-Bootkommandanten finden sich bereits im ersten Kapitel. Buchheim erwähnt etwa den angeblich heldenhaften, tatsächlich aber unfallbedingten Tod des „Kapitänleutnants Mönkeberg“, bei dem es sich in Wirklichkeit um Kptlt. Rolf Mützelburg von U 203 handelt. Die Figur des U-Boot-Kommandanten „Trumann“, der sein Ritterkreuz als „eisernen Kieler Kragen“ (Kieler Kragen = Matrosenkragen) parodierend „achtern“ trägt, spielt auf Korvettenkapitän Thurmann, den Kommandanten von U 553, an. Allerdings erhielt der das Ritterkreuz erst im August 1942 (ehe er 1943 mit seiner Besatzung den Tod im Atlantik fand). Dessen Boot, das im Buch als „Trommelfeuerboot“ bezeichnet wird, könnte sein reales Vorbild in dem wiederholt havarierten U 333 von Peter „Ali“ Cremer haben, welcher aufgrund seiner legendären Zusammenstöße mit Feindkräften den Spitznamen Ali Wrack trug. Namentlich erwähnt werden Otto Kretschmer, Günther Prien, Engelbert Endrass und Joachim Schepke, treten aber nicht auf.
Bei der Erwähnung des Kapitänleutnants L. nimmt Buchheim zwar, anders als bei Kretschmer oder Prien, eine Anonymisierung vor, wählt aber eine andere Form als z. B. bei Thurmann – statt einer Verfremdung nutzt er die Abkürzung. Gemeint ist Wolfgang Lüth, der aufgrund seiner Erfahrungen bei der viermonatigen Fernunternehmung mit dem Boot U 181 Ratschläge zur Menschenführung auf U-Booten formulierte und 1944 in seiner Position als Flottillenchef der 22. U-Flottille, einer Schulflottille, dem Führungskorps der Kriegsmarine vermittelte. Im Kapitel Gammel 2 entdeckt der Ich-Erzähler eine Mitschrift, die der I WO von einem Vortrag L.s angefertigt hat. Aus Lüths Text diktiert auch Hubertus Bengsch in der Verfilmung, in seiner Rolle als 1.WO, den Darstellern der Fähnriche, Martin May („Ullmann“) und Joachim Bernhard („Bibelforscher“) während des Fähnrichsunterrichts.
Die Begebenheit im ersten Kapitel, bei der „Kommandant Kallmann“ im Kameradenkreis im Anschluss an einen Bericht nach dem Schicksal seines Freundes „Bartel“ fragt, hat ein Ereignis zum Vorbild, das sich im Januar 1942 zutrug und von dem Erich Topp in seiner Erinnerung an Engelbert Endrass – dessen Spitzname „Bertel“ lautete – berichtet. Auch die im Zusammenhang mit Kallmann im zweiten Kapitel, „Auslaufen“, beschriebene Havarie eines U-Bootes an der Brunsbütteler Schleuse geht auf Erich Topp zurück. Dessen kleines Typ II C-Boot U 57 sank dort im September 1940, nach einem Zusammenstoß mit dem norwegischen Frachter Rona.
Auch hat es den Vorfall tatsächlich gegeben, bei dem der Bordarzt ein U-Boot zurück in den Hafen brachte. Es handelte sich dabei um das zur Flakfalle umgebaute U 441, dessen Kommando von Oberstabsarzt Dr. Pfaffinger übernommen wurde, nachdem bei einem Fliegerangriff am 8. Juli 1943 ein großer Teil der Mannschaft, darunter alle Offiziere, getötet oder verwundet worden waren.
Die Figur des Obermaschinisten August Johann, der anders als der zweite Obermaschinist Karl Franz bei der Wasserbombenverfolgung offenkundig die Nerven behält, geht auf Hans Johannsen (1913–1961) zurück, der schon auf U 5 unter Heinrich Lehmann-Willenbrock diente (im Film taucht lediglich August Johann auf, der dort allerdings wie im Buch Karl Franz während der Wasserbombenverfolgung "durchdreht"). Johannsen machte bis Kriegsende 16 Feindfahrten, erhielt am 31. März 1945 das Ritterkreuz des Eisernen Kreuzes und geriet im Mai als Leitender Ingenieur von U 802 in Kriegsgefangenschaft.

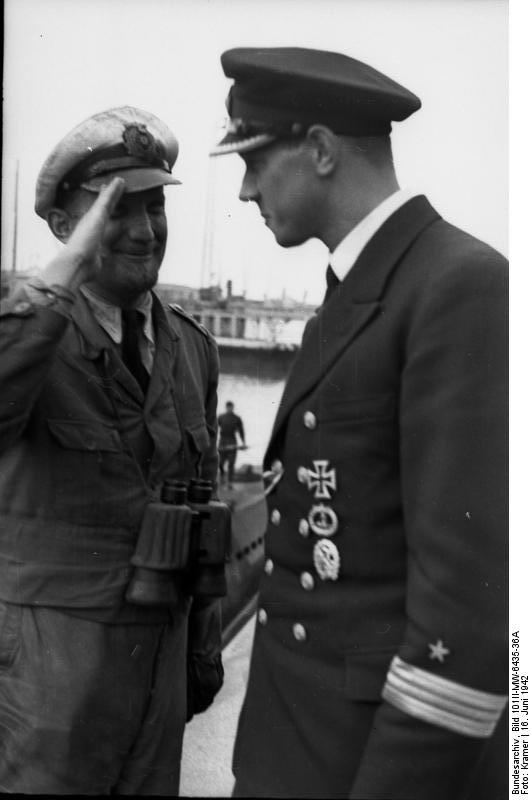
Herbert Sohler (rechts)

 Als „Gestell“ mit „Gymnasiastengesicht“ beschriebener Flottillenchef, der nur kurz und widerwillig in der „Bar Royal“ anwesend ist, erkannte sich Herbert Sohler (1908–1991) im Roman wieder. Der ehemalige U-Bootkommandant war von 1940 bis 1944 Chef der 7. U-Flottille und hatte tatsächlich Differenzen mit dem Kommandanten Thurmann, den er zu einer anderen Flottille versetzen ließ.

### Orte
Die Bar Royal, in der Buchheim dem Leser die unterschiedlichen Typen der Offiziere der U-Bootwaffe vorstellt, gab es zwar, aber solche Szenen wie im ersten, nach ihr benannten Kapitel des Buches, hat es laut Herbert Sohler, im Winter 1941/42 Chef der in Saint-Nazaire stationierten 7. U-Flottille, in seinem Verantwortungsbereich nicht gegeben. Anlässlich seiner im Privaten geäußerten und weitergetragenen Kritik zum Erscheinen des Romans nahm Buchheim Kontakt zu ihm auf. Zwischen dem ehemaligen PK-Mann und dem damaligen Kapitänleutnant entspann sich ein Briefwechsel. Sohler bezeichnete die Darstellung des Verhaltens der Offiziere im ersten Kapitel als unzutreffend und erst recht nicht typisch und gab an, er hätte das Lokal, wäre er, wie im Text beschrieben, Zeuge solcher exzessiver Vorfälle geworden, sofort geschlossen.
Die U-Bootbunker an der französischen Atlantikküste, auch der in Saint-Nazaire, wurden erst ab Mitte 1942 – als Reaktion auf die effizienteren Bombentypen der Alliierten – auf eine Dicke der Betondecke von bis zu sieben Metern aufgerüstet. Zu der Zeit der Handlung hatte die Decke des Bunkers in Saint-Nazaire, entgegen der Aussage des Leitenden Ingenieurs im Kapitel „Auslaufen“, noch eine Dicke von 3,8 m.

### Boote
Die Feindfahrt von UA, die einen Großteil des Romans einnimmt, beginnt Ende September. U 96 lief allerdings erst am 27. Oktober zu seiner siebten Feindfahrt aus, die am 6. Dezember endete. Das Boot ist bedeutend länger unterwegs, es wird erst am 14. Dezember zur Versorgung nach Vigo befohlen. Das tatsächliche U 96 wurde jedoch am 1. Dezember in Cádiz versorgt. Die Fahrt von UA endet dementsprechend später – dies wird jedoch nicht näher dargestellt.
In der Kriegsmarine gab es auch ein Boot mit dem Namen U A, das diese ungewöhnliche Benennung trug, weil es ursprünglich für die türkische Marine gebaut worden war. Es gibt jedoch keine Hinweise darauf, dass dessen Unternehmungen etwas mit denen des im Roman dargestellten gleichnamigen Bootes gemeinsam hatten.

### Geschehen vor Gibraltar
Die „Versenkung“ des Bootes ist der dramatische Höhepunkt des Romans: UA sinkt nach einem Bombentreffer in der Straße von Gibraltar auf eine Tiefe von 280 m. Im letzten Kapitel ist neben anderen Datumsangaben der exakte Zeitpunkt dieser Versenkung genannt: der Neunzehnte Dezember (1941).
Das wirkliche U 96 lag – sogar zweimal – ebenfalls nach Angriffen vor Gibraltar auf Grund, allerdings in weniger dramatischen Tiefen von 50 m und 70 m.

## Kritiken
„Plieviers ‚Stalingrad‘, anders angelegt, anders gedacht, darf solches Urteil nicht verstellen: Lothar-Günther Buchheim hat den bislang besten deutschen Roman von der Front des Zweiten Weltkriegs geschrieben, den ersten, der gültig ist, und Einwände, dass der Krieg, so oder so, kein Thema mehr sei, sind vom Schreibtisch gewischt, vom Biertisch ebenfalls.“

„Im Mittelpunkt steht eine jener Gestalten, ohne die kaum ein Kriegsroman auskommt, der wortkarge Fachmann, äußerlich ein Antiheld, der großartige Kerl, der die Seinen aus dem Schlamassel reißt. Bei Buchheim ist es der U-Boot-Kommandant. Es hat solche Leute gewiß gegeben, ich lese immer wieder gern von ihnen, denn ich habe während aller Jahre des Krieges als bescheidener Soldat zu Fuß einen solchen Mann nie getroffen.“

„Nicht mehr der Seesoldat ist bei Buchheim der Held. Fast zum Helden wird dagegen das Boot, das, wie der Walfisch Melvilles beinahe schon erotisch-liebevoll beschrieben, zum geradezu mythischen Gegenstand gerät – eine ‚düstere Fähre auf öligschwarzem Styx‘ so wie es da zur Feindfahrt aus dem U-Boot-Bunker hinausgleitet.“

„Man begegnet hier allein dem Meer, der Technik, dem Krieg und den Menschen, die mit allen dreien fertig werden müssen. Die Intensität, mit der diese Wirklichkeit beschworen wird, enthält jedoch mehr Wucht der Anklage, als sie jeder direkten Polemik möglich wäre.“

## Buchheim-Kontroverse und Nachwirkungen
Bald nach Erscheinen des Buches übten insbesondere ehemalige Angehörige der U-Bootwaffe heftige Kritik, nicht zuletzt weil sie die deutschen Soldaten (und damit auch sich selbst) durch die dargestellten Disziplinlosigkeiten und unkontrolliert-panischen Reaktionen diffamiert sahen. Auch die weitgehende Reduktion der Gespräche der dargestellten Figuren – im Wesentlichen Maate, mit denen sich der Ich-Erzähler den Wohnraum teilt – auf vulgär-erotische Themen erregte viel Unwillen.
Hieraus entwickelte sich eine heftige Kontroverse auf der Basis einer Gemengelage aus Schuldzuweisungen, Schutzbehauptungen und persönlich gehaltenen Diffamierungen des Autors. Insbesondere war es das Beharren der deutschen U-Bootfahrer und ihrer Vertreter auf ihren teils gänzlich andersartigen Kriegserinnerungen sowie ihrem einmal verinnerlichten Geschichtsbild, das den Konflikt mit dem Autor schürte. Der von Buchheim zum Teil als Vorlage des „Alten“ genutzte Heinrich Lehmann-Willenbrock fand das Buch in Ordnung und fühlte sich von der Lektüre gefesselt. Allerdings war er zu diesem Zeitpunkt (noch) mit Buchheim persönlich befreundet und hatte das Buch von ihm vor der Veröffentlichung zum Korrekturlesen bekommen.
Gegenüber seinem ehemaligen Befehlshaber Karl Dönitz ließ Lehmann-Willenbrock sich am Telefon verleugnen, als dieser mehrmals versuchte, über den Roman mit ihm zu sprechen. Die Freundschaft zwischen Buchheim und Lehmann-Willenbrock zerbrach im Jahre 1986, nachdem Letzterer sich in einem Interview nach Buchheims Ansicht zu positiv über die deutschen U-Boot-Fahrer geäußert hatte. Kurz darauf starb Lehmann-Willenbrock.
Tatsächlich stand Lehmann-Willenbrock mit seiner ursprünglich wohlwollenden Bewertung unter den U-Boot-Veteranen ziemlich allein da. Insbesondere aus den Reihen des Verbandes Deutscher Ubootfahrer (VDU), in dem sich zahlreiche Veteranen organisiert hatten, gab es schwere Kritik. Dessen Präsident Adalbert Schnee fällte in einer Stellungnahme für den VDU in der Zeitschrift der Marineoffiziersvereinigung (MOV) im Jahr 1973 ein vernichtendes Urteil über das Werk. Dem Autor warf er vor, um des geschäftlichen Erfolges willen Vorkommnisse verdreht oder zumindest übertrieben dargestellt sowie den Text mit „ekelerregenden Schweinereien“ ausgeschmückt zu haben, die „peinlich“ wirkten und eine „Zumutung“ seien.
Friedrich Grade, Vorbild des LI, räumte in einer Besprechung in der wehrwissenschaftlichen Fachzeitschrift Wehrforschung im Jahr 1974 ein Gefühl der Übersteigerungen des Gesprächstons und der Obszönitäten durch Buchheim ein, beurteilte die Schilderungen aber im Ganzen als zutreffend; insbesondere die technischen Details seien korrekt, und so bescheinigte er dem Buch, „mehr als ein Roman“ zu sein. Zu denen, die stark ablehnend reagierten, gehörte Eberhard Godt, Dönitz’ damaliger Erster Admiralstabsoffizier, der sich durch Buchheims Beschreibung seines Chefs als „verrückter Einpeitscher in Kernevel“ mitdiffamiert sah. Godt sandte Buchheim als Protest ein vom Autor Buchheim selbst signiertes Exemplar des 1943 erschienenen Bildbands Jäger im Weltmeer zurück. Michael Salewski, Marineoffizier und Professor der Geschichte an der Universität Bonn, arbeitete die Buchheim-Kontroverse unter wissenschaftlichen Gesichtspunkten in seinem 1976 erschienenen Werk Von der Wirklichkeit des Krieges auf.
1986 – unter dem Eindruck der Verfilmung und nunmehr erschienenen weiteren Büchern und Dokumentationen Buchheims – veröffentlichen Karl-Friedrich Merten und Kurt Baberg, ebenfalls zwei U-Boot-Kommandanten des Weltkriegs, unter dem Titel Wir U-Bootfahrer sagen Nein! So war das nicht ein als „Anti-Buchheim-Schrift“ deklariertes Buch, in dem sie dem Autor Unsachlichkeit bei seinen Beschreibungen vorwarfen. Insbesondere verwahrten sich die beiden gegen die – von ihnen so wahrgenommenen – Verleumdungen Dönitz’ in Buchheims Werken.
Lars-Ole Bodenstein bescheinigte dem Roman in der wissenschaftlichen Zeitschrift der Ranke-Gesellschaft, Historische Mitteilungen, einen Wandel des Dönitz-Bildes bewirkt zu haben.

## Adaptionen
1981 wurde das Buch durch Wolfgang Petersen unter dem Titel Das Boot verfilmt. Als drei- bzw. sechsteilige Fernsehserie sowie als Kinofassung wurde Das Boot noch bekannter; seine cineastische Umsetzung war auch in den USA sehr erfolgreich. Im Jahr 1997 wurde die Kinoversion neu geschnitten und restauriert; sie kam als Director’s Cut in die Kinos.
Im Jahr 2003 wurde eine gekürzte Fassung des Romans als Hörbuch – gelesen von Dietmar Bär – veröffentlicht.
Eine dramatische Bearbeitung des Stoffes durch den norwegischen Autor, Schauspieler und Regisseur Kjetil Bang-Hansen wurde im Frühjahr 2012 im Det Norske Teatret in Oslo uraufgeführt. Die deutsche Erstaufführung des Stückes erfolgte im folgenden Jahr im  Alten Schauspielhaus in Stuttgart. Das Theaterstück heißt ebenfalls „Das Boot“ und beinhaltet lediglich einen Teil der Geschichte des Buches.
2018 wurde die Serie Das Boot veröffentlicht.

## Anknüpfungen
Einen eindrucksvollen Einblick in die alltägliche Realität der U-Boote und ihrer Besatzungen aus Sicht Buchheims – und insoweit als sinnvolle Ergänzung zum Verständnis des Plots – geben die von Buchheim verfassten Werke Jäger im Weltmeer, U-Boot-Krieg, U 96 – Szenen aus dem Seekrieg, Die Boote, die Besatzungen und ihr Admiral, Zu Tode gesiegt. Der Untergang der U-Boote und Die U-Boot-Fahrer.
Der im Jahr 1995 erschienene Roman Die Festung kann als Fortsetzung der Erzählung angesehen werden. Sie setzt vor der Invasion der Alliierten im Jahr 1944 an. Mit dem weiteren Roman Der Abschied aus dem Jahr 2002 knüpft Buchheim lose an die Inhalte der Vorgänger an.
Weitere Werke des Autors zum Thema sind:
- Das Boot. ungekürzte Ausgabe bei Deutscher Taschenbuch Verlag, München 1977, ISBN 3-423-01206-4.
- U 96 – Szenen aus dem Seekrieg. 1981.
- Die Boote, die Besatzungen und ihr Admiral. 1985. (Veränderte Neuauflage, 1986)
- Die Festung. 1995, ISBN 3-455-00733-3. (Neuauflage. TB. 2005, ISBN 3-492-24470-X)
- U-Boot-Krieg. 1997. (Neuauflage 2001, ISBN 3-937501-09-6)
- Zu Tode gesiegt. Der Untergang der U-Boote. 1998. (Neuauflage 2001, ISBN 3-492-04043-8)
- Die U-Boot-Fahrer. 1998, ISBN 3-937501-08-8.
- Der Abschied. 2000, ISBN 3-492-04273-2.